# 玛丽安·奥尔
玛丽安·奥尔（英語：Marian Orr，1970年—）是美国政治家，曾任怀俄明州夏延市市长，也是該市首位女市長。

## 早年生活
奥尔于1992年毕业于怀俄明大学，获得传播学学位。

## 生涯
2016年，她以56%的选票当选夏延市市长。

### 马克·戈登争议
奥尔会见怀俄明州州长马克·戈登时受到了全国的报道，当时一个台湾代表团提议对她进行访问。她指责他骂她说“去你的，市长”，并“使用攻击性和威胁性的肢体语言”。戈登本来想取消这次访问，但奥尔提议继续访问。戈登打电话给奥尔，为他的言语道歉，但公开表示，她对奥尔身体行为的说法是错误的。奥尔表示，她觉得自己必须公开州长的行为的原因是，“我们不能对男性那样对待女性的不良行为保持沉默，这是不可接受的。”

## 个人生活
她的丈夫是记者吉米·奥尔，后者在2001年至2004年担任白宫互联网总监。2019年12月20日，奥尔的丈夫因涉嫌对她实施家庭暴力而被捕。截至2019年12月24日，他已被从拉勒米县监狱释放，并被控犯有家庭暴力罪。作为保释的条件，他不能与她有任何联系，也不能进入他们住所附近的街区。